# Resolutie 533 Veiligheidsraad Verenigde Naties
Resolutie 533 van de Veiligheidsraad van de Verenigde Naties werd op 7 juni 1983 unaniem aangenomen. De resolutie riep Zuid-Afrika op om de doodstraffen die waren opgelegd aan drie ANC-leden niet te voltrekken.

## Achtergrond
Na de Tweede Wereldoorlog werd in Zuid-Afrika het apartheidssysteem ingevoerd, waarbij blank en zwart volledig van elkaar gescheiden moesten leven maar die eersten wel bevoordeeld werden. Het ANC was fel tegen dit systeem gekant. Ook in de rest van de wereld werd het afgekeurd, wat onder meer tot sancties tegen Zuid-Afrika leidde.
Tegenstanders van de apartheid werden op basis van de apartheidswetten streng gestraft. Zo ook drie jonge leden van de Umkhonto we Sizwe, de militaire tak van het ANC, gekend als de "drie van Moroka". Zij hadden in 1979 en 1981 aanvallen gepleegd op politiekantoren waarbij vier (zwarte) agenten waren omgekomen. Ze werden in augustus 1982 ter dood veroordeeld en ondanks internationale druk dit niet te doen op 9 juni 1983 verhangen.

## Inhoud
De Veiligheidsraad:
- Heeft de kwestie inzake de doodstraffen die op 6 augustus 1982 werden uitgesproken tegen Thelle Simon Mogoerane, Jerry Semano Mosololi en Marcus Thabo Motaung, allen leden van het ANC, overwogen.
- Herinnert aan resolutie 525 die opriep tot mildheid in deze zaak.
- Is erg bezorgd over de beslissing van Zuid-Afrika om mildheid te weigeren.
- Bedenkt dat het uitvoeren van de doodstraffen de situatie in Zuid-Afrika nog zal verergeren.

1. Roept Zuid-Afrika op de doodstraffen om te zetten.
2. Dringt er bij alle landen en organisaties op aan hun invloed aan te wenden om de levens van de drie mannen te redden.

## Verwante resoluties
- Resolutie 525 Veiligheidsraad Verenigde Naties
- Resolutie 527 Veiligheidsraad Verenigde Naties
- Resolutie 535 Veiligheidsraad Verenigde Naties
- Resolutie 545 Veiligheidsraad Verenigde Naties

Lijst ·  529 ·  530 ·  531 ·  532 ·  533 ·  534 ·  535 ·  536 ·  537 ·  538 ·  539 ·  540 ·  541 ·  542 ·  543 ·  544 ·  545